# Mittelbronn
Mittelbronn – miejscowość i gmina we Francji, w regionie Grand Est, w departamencie Mozela.
Według danych na rok 1990 gminę zamieszkiwało 556 osób, a gęstość zaludnienia wynosiła 72 osób/km² (wśród 2335 gmin Lotaryngii Mittelbronn plasuje się na 556. miejscu pod względem liczby ludności, natomiast pod względem powierzchni na miejscu 769.).